# 马特·汉密尔顿
马特·汉密尔顿（英語：Matt Hamilton，1989年2月19日—），美国男子冰壶运动员。他曾代表美国获得2018年冬季奥运会冰壶比赛男子团体金牌。他在该届冬奥会也和妹妹Becca参加了混合双人比赛，获得第六名。